# Гарбутовиці (Сілезьке воєводство)
Гарбутовиці (пол. Harbutowice, нім. Harbutowitz) — село в Польщі, у гміні Скочув Цешинського повіту Сілезького воєводства.
Населення — 912 осіб (2011).
У 1975-1998 роках село належало до Бельського воєводства.

## Демографія
Демографічна структура станом на 31 березня 2011 року:
|          | Загалом | Допрацездатний вік | Працездатний вік | Постпрацездатний вік |
| -------- | ------- | ------------------ | ---------------- | -------------------- |
| Чоловіки | 452     | 102                | 281              | 69                   |
| Жінки    | 460     | 67                 | 279              | 114                  |
| Разом    | 912     | 169                | 560              | 183                  |